# 爱情的捉弄
爱情的捉弄（俄语：Ирония любви）是一部俄罗斯与哈萨克斯坦合拍的浪漫喜剧片，拍摄于2010年。

## 剧情
阿谢尔是哈萨克斯坦石油大亨的妻子，但是她希望投身电视事业。她的朋友杰克在一家电影院工作，主动提出为她引见一个新电视节目的制片人。不过，为此她必须爱上第一个走进咖啡馆的人。结果第一个走进来的是伊万，一个木讷无能的人。似乎伊万对女性的吸引力微不足道，但事实未必如此。

## 评价
哈萨克斯坦议会中一些观点保守、主张捍卫哈萨克民族传统的议员抨击了这部电影的情节。哈萨克斯坦上院议员‎称，妇女应该得到尊重，不应表现她们的负面；自古便提倡穆斯林妇女的贞洁，而如今这样的道德概念正在消亡。另一位上院议员‎说，剧中的哈萨克斯坦女主角抛弃了本国的丈夫，爱上了另一国家的人，这一剧情含蓄地嘲弄了哈萨克民族感情。